# Letting Go (película)
Letting Go (conocida en España como Alex y Kate) es una película de comedia, drama y romance de 1985, dirigida por Jack Bender, escrita por Charlotte Brown y basada en el libro de Zev Wanderer y Tracy Cabot, musicalizada por Lee Holdridge, en la fotografía estuvo Rexford L. Metz, los protagonistas son John Ritter, Sharon Gless y Joe Cortese, entre otros. El filme fue realizado por ITC Entertainment, se estrenó el 11 de mayo de 1985.

## Sinopsis
Kate creyó que había hallado al hombre ideal. Alex tenía una relación excelente con su pareja. Repentinamente, sus vidas se derrumban y ambos se enfrentan a la angustia del desamor.